# وقعة الطواحين
وقعة الطواحين هي معركة حدثت عام (271هـ/885 م) بين القوات العباسية بقيادة أحمد المعتضد بالله والقوات الطولونية بقيادة خمارويه. وقعت المعركة بالقرب من مدينة الرملة (في فلسطين اليوم) وأنتهت بهزيمة خمارويه.
سبب هذه الوقعه أن المعتضد سار من دمشق، بعد أن ملكها نحو الرملة ناحية قوات خمارويه، وكان العباسيين لديهم الرغبة بالتخلص من نفوذ الطولونيين. ولما وصل خمارويه بقواته إلى الرملة نزل على الماء الذي عليه ‌الطواحين، فملكه، فنسبت الوقعة إليه، ووصل المعتضد وقد عبأ أصحابه، وكذلك أيضا فعل خمارويه، وجعل له كمينا عليهم سعيدا الأيسر، وحملت ميسرة المعتضد على ميمنة خمارويه، فانهزمت، فلما رأى ذلك خمارويه، ولم يكن رأى مصافا قبله، ولى منهزما إلى مصر.
نزل المعتضد إلى ساحة المعركة وهو لا يشك في تمام النصر، فخرج الذين عليهم القائد الطولوني سعيد الأيسر، وانضاف إليه من بقي من جيش خمارويه، وهجموا على جنود المعتضد وهم مشغولون بجمع الغنائم، وظن المعتضد أن خمارويه قد عاد بجيشه، فركب فانهزم إلى أن وصل إلى دمشق، ولم يفتح له أهلها بابها، فمضى منهزما حتى بلغ طرسوس.